# Gränichen
Gränichen est une commune suisse du canton d'Argovie, située dans le district d'Aarau.
Avec une surface de plus de 17 km2, Gränichen est la quatrième commune du canton par la taille. Gränichen est située dans le bas de la vallée du Wyna.

Vue aérienne (1967).

## Monuments et curiosités
- L'église paroissiale réformée a été élevée par l'architecte Abraham Dünz l'Aîné entre 1661-63. La nef rectangulaire sans chœur passe pour un exemple typique de l'architecture protestante argovienne. Le clocher possède un fronton original incurvé avec horloge[3].
- Le château de Liebegg était un ancien château-fort à double corps de bâtiment. Il a été remplacé par une remarquable maison d'habitation entre 1561-62 de style gothique tardif, puis complété par des dépendances utilitaires en 1617-18 et par une habitation de style néo-classique en 1817[4],[5]. Il abrite aujourd'hui un musée des sorcières.

## Personnalités
- Henri Suter (1899-1978), coureur cycliste professionnel.
- Paul Suter (1892-1966), coureur cycliste professionnel.
- Nathalie Yamb (1969-), militante politique suisso-camerounaise.